# Atletica leggera ai Giochi della X Olimpiade - 5000 metri piani

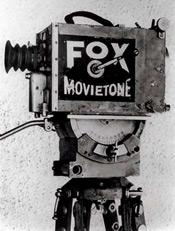
Video della Finale (immagini originali, commento moderno

La competizione dei 5000 metri piani di atletica leggera ai Giochi della X Olimpiade si tenne i giorni 2 e 4 agosto 1932 al Memorial Coliseum di Los Angeles.

## Risultati
Prima dei Giochi i due finlandesi Lehtinen (14'16”9) e Iso-Hollo (14'18”3) battono il record mondiale di Paavo Nurmi. Iso-Hollo, però, decide di non partecipare ai 5000 perché sono previsti nello stesso giorno delle siepi, di cui è specialista.

### Turni eliminatori
| 2 Batterie | 2 agosto | 10 + 8         | Si qualificano i primi 7. |
| Finale     | 5 agosto | 14 concorrenti |                           |

### Batterie
| Pos. | Concorrente          | Nazione       | Tempo Ufficiale | Tempo Elettrico |
| ---- | -------------------- | ------------- | --------------- | --------------- |
| 1    | Ralph Hill           | Stati Uniti   | 14'59"6         | 14'59"76        |
| 2    | Lauri Lehtinen       | Finlandia     | 15'05"5         |                 |
| 3    | Jean-Gunnar Lindgren | Svezia        | 15'06"0         |                 |
| 4    | Lauri Virtanen       | Finlandia     | 15'06"4         |                 |
| 5    | Billy Savidan        | Nuova Zelanda | 15'08"2         |                 |
| 6    | Alex Hillhouse       | Australia     | 15'14"0         |                 |
| 7    | Daniel Dean          | Stati Uniti   | 15'19"6         |                 |
| 8    | George Bailey        | Gran Bretagna |                 |                 |
| 9    | Masamichi Kitamoto   | Giappone      |                 |                 |
| 10   | Juan Morales         | Messico       |                 |                 |

| Pos. | Concorrente        | Nazione       | Tempo Ufficiale | Tempo Elettrico |
| ---- | ------------------ | ------------- | --------------- | --------------- |
| 1    | Alec Burns         | Gran Bretagna | 15'25"8         | 15'25"83        |
| 2    | Paul Rekers        | Stati Uniti   | 15'34"6         |                 |
| 3    | Erik Pettersson    | Svezia        | 15'36"4         |                 |
| 4    | Roger Rochard      | Francia       | 15'37"8         |                 |
| 5    | Scotty Rankine     | Canada        | 15'39"6         |                 |
| 6    | Max Syring         | Germania      | 15'48"5         |                 |
| 7    | Shoichiro Takenaka | Giappone      | 15'56"0         |                 |
| 8    | Valentín González  | Messico       | 16'00"0         |                 |

### Finale
La gara ha un finale concitato. Sul rettilineo d'arrivo il finlandese Lehtinen, incalzato dall'atleta di casa Hill, gli taglia la strada per due volte, per sventare i suoi tentativi di sorpasso. Alle immediate proteste del pubblico l'annunciatore risponde con una frase che passerà alla storia: «Signori, vi prego di ricordarvi che gli atleti qui presenti sono nostri ospiti». Gli Stati Uniti non presenteranno reclamo.
| Pos.    | Concorrente          | Età | Nazione       | Tempo Ufficiale | Tempo Elettrico |
| ------- | -------------------- | --- | ------------- | --------------- | --------------- |
| Oro     | Lauri Lehtinen       | 23  | Finlandia     | 14'30"0         | 14'29"91        |
| Argento | Ralph Hill           | 23  | Stati Uniti   | 14'30"0         |                 |
| Bronzo  | Lauri Virtanen       | 27  | Finlandia     | 14'44"0         |                 |
| 4       | Billy Savidan        | 30  | Nuova Zelanda | 14'49"6         |                 |
| 5       | Jean-Gunnar Lindgren | 26  | Svezia        | 14'54,7         |                 |
| 6       | Max Syring           | 23  | Germania      | 14'59"0         |                 |
| 7       | Alec Burns           | 24  | Gran Bretagna | 15'04"4         |                 |
| 8       | Daniel Dean          | 23  | Stati Uniti   | 15'08"5         |                 |
| 9       | Erik Pettersson      | 25  | Svezia        | 15'13"4         |                 |
| 10      | Alex Hillhouse       | 25  | Australia     | 15'15"0         |                 |
| 11      | Scotty Rankine       | 23  | Canada        | 15'24"0         |                 |
| 12      | Shoichiro Takenaka   | 19  | Giappone      | 17'20"0         |                 |
| -       | Paul Rekers          | 23  | Stati Uniti   | Rit.            |                 |
| -       | Roger Rochard        | 19  | Francia       | Rit.            |                 |